# João Grosso
João Manuel Vieira Grosso (1 de outubro de 1958), é um actor e encenador português.

## Biografia
Estudou na Escola Superior de Teatro e Cinema do Instituto Politécnico de Lisboa.
Trabalhou para o Teatro Aberto e integra o elenco residente do  Teatro Nacional D. Maria II, onde foi Director Artístico (2001-2003).
São de salientar os seu desempenhos em: Fausto, Fernando, Fragmentos., de Fernando Pessoa, Barcas e Serviço d' Amores, de  Gil Vicente; Berenice, de Racine; Medeia, de Eurípides e Orgia de Pasolini (que também encenou).
Recebeu o Globo de Ouro 2005, para melhor Actor, por Orgia.
Em 1987 viu-se envolvido numa controvérsia pela forma como cantou o hino nacional português (ao estilo rock) no programa de televisão Fisga, da RTP, tendo sido acusado do crime de ultraje aos símbolos nacionais, embora fosse absolvido desse mesmo crime em 1992, por estar, de acordo com o juiz que julgou o caso, "a dar vida ao texto integrado no ambiente que o rodeava, sem ultrapassar o conteúdo do mesmo e no desempenho das suas funções de ator".
A 20 de Maio de 1989, por volta das 3:00 da manhã, foi agredido por um grupo de skinheads, um dos quais seu vizinho, quando defendia um jovem de 17-18 anos que estava a ser agredido pelo grupo, em frente ao Bar Oceano.

## Televisão
| Ano       | Título                       | Personagem          | Canal | Notas |
| --------- | ---------------------------- | ------------------- | ----- | ----- |
| 1986      | Duarte e Companhia           |                     | RTP   |       |
| 1986      | Há Petróleo no Beato         | Jorge               | RTP   |       |
| 1992/1993 | Cinzas                       | João Eduardo Amaral | RTP   |       |
| 1993/1994 | Verão Quente                 | Sérgio Vale         | RTP   |       |
| 1994      | Nico D'Obra                  |                     | RTP   |       |
| 1995      | Tordesilhas - O Sonho do Rei |                     | RTP   |       |
| 2008      | O Dia do Regicídio           | Luz de Almeida      | RTP   |       |
| 2008      | Casos da Vida                | Carlos              | TVI   |       |
| 2014      | O Beijo do Escorpião         | Juiz                | TVI   |       |
| 2016      | Os Boys                      | Carlos Lamarão      | RTP   |       |
| 2017      | Cuidado com a Língua         | Ourives             | RTP   |       |
| 2018      | Três Mulheres                | Moreira Baptista    | RTP   |       |

## Filmografia
- Afirma Pereira (1996)